# Provincia di Jeju
La provincia di Jeju (제주도?, 濟州道?, Jeju-doLR), nome completo Provincia autonoma speciale di Jeju (제주특별자치도?, 濟州特別自治道?, Jeju Teukbyeoljachi-doLR), è una delle suddivisioni amministrative della Corea del Sud.
La provincia ha una superficie di 1 820 km² ed una popolazione di circa 600 000 abitanti. Il suo capoluogo è la città di Jeju, popolata da 200 000 persone. Sull'isola è presente l'aeroporto internazionale di Jeju.

## Geografia fisica
Unica provincia autogovernata della Corea del Sud, coincide con l'isola vulcanica più grande e più a sud del Paese, Jeju, e una cinquantina di altre isolette minori tra cui le principali sono Udo e le isole Chuja; è situata nello Stretto di Corea, a Sud-ovest della provincia di Jeollanam, di cui ha fatto parte fino alla separazione amministrativa avvenuta nel 1946.

## Società

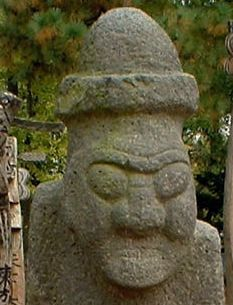
L'antico nonno di pietra

A causa del relativo isolamento la gente di Jeju ha sviluppato una cultura distinta da quella del resto della Corea. Jeju ospita migliaia di leggende locali, di cui alcune legate al cosiddetto harubang (nonno di pietra), il più originale artefatto del luogo, ricavato da un blocco di pietra lavica. Un altro aspetto culturale che la contraddistingue è rappresentato dalla struttura matriarcale della famiglia.

## Storia

### Storia antica
Secondo il mito di Samsonghyol, Jeju era disabitata finché tre uomini di natura divina, Koh, Yang e Boo, emersero dal suolo nei pressi del vulcano Halla-san.
La prima forma di governo conosciuta sull'isola fu il regno di Tamna (耽羅), che rimase indipendente fino a quando divenne un protettorato nel 662. Nel 1105 Tamna perse la sua autonomia ed entrò a far parte di una provincia sotto la dinastia Goryeo.
Dopo aver invaso la Corea nel XIII secolo, i mongoli stabilirono una base sull'isola di Jeju e ne convertirono una parte in un'area di pascolo per la cavalleria mongola di stanza lì.

### Storia moderna
Quando la Corea venne colonizzata dal Giappone, nel 1910, Jeju divenne nota con il nome di Saishu, che altro non è che la trascrizione della pronuncia nipponica del nome "Jeju" scritto in caratteri cinesi (Hanja).

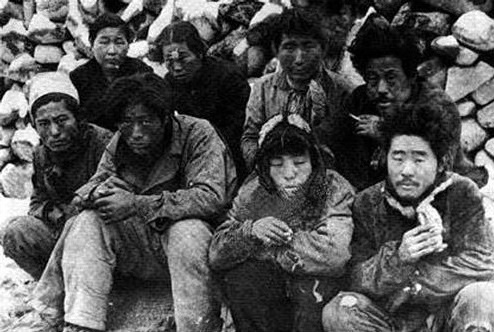
Sospetti simpatizzanti comunisti in attesa di esecuzione nel maggio 1948 dopo l'insurrezione di Jeju.

Dal 3 aprile 1948 al maggio 1949, il governo sudcoreano condusse una campagna anticomunista per reprimere un tentativo di rivolta sull'isola. La causa principale della ribellione furono le elezioni per dare un nuovo governo a tutta la Corea, programmate per il 10 maggio 1948 dalla Commissione temporanea delle Nazioni Unite sulla Corea (UNTCOK). Le elezioni erano previste solo per il sud del paese, la metà della penisola sotto il controllo dell'UNTCOK: temendo che avrebbero ulteriormente rafforzato la divisione, i combattenti del Partito laburista sudcoreano (SKLP) reagirono violentemente, attaccando la polizia locale e gruppi di giovani di destra di stanza sull'isola di Jeju.
Atrocità vennero commesse da entrambe le parti, ma quelle delle forze governative sudcoreane sono le meglio documentate. In un'occasione, i soldati americani scoprirono i corpi di 97 persone che erano state uccise dalle forze governative; in un'altra, s'imbatterono nella polizia che stava uccidendo 76 abitanti di un villaggio.
A causa della ribellione (poi nota come massacro di Jeju) morirono tra le 30 000 e le 60 000 persone, quasi il 25% della popolazione totale dell'isola. Circa 40 000 persone scapparono in Giappone per sfuggire ai combattimenti. Nei decenni successivi alla rivolta, la memoria dell'evento fu soppressa dal governo sudcoreano attraverso severe punizioni, finché nel 2006 lo Stato si scusò per il ruolo avuto nelle uccisioni e promise risarcimenti, che nel 2010 non erano ancora stati pagati. Nel 2008, corpi di vittime di un massacro vennero scoperti in una fossa comune vicino all'aeroporto internazionale di Jeju.
Il 1º luglio 2006 Jeju divenne la prima e unica Provincia Speciale Autogovernata della Corea. 
L'11 novembre 2018 venne annunciato che il leader nordcoreano Kim Jong-un avrebbe fatto tappa sull'isola durante la sua visita in Corea del Sud, arrivandovi in elicottero. L'annuncio venne dato dopo che 200 tonnellate di mandarini raccolti a Jeju erano stati portati in Corea del Nord in segno di apprezzamento per quasi 2 tonnellate di funghi nordcoreani che Kim aveva regalato al presidente sudcoreano Moon Jae-in a seguito del vertice intercoreano di settembre 2018.

## Economia
Il turismo è una componente importante dell'economia locale. L'isola è anche chiamata "Hawaii della Corea del Sud". I turisti dalla Cina non hanno bisogno di un visto per visitare Jeju, a differenza del resto della Corea del Sud, e negli anni 2010 sono stati introdotti dei pacchetti turistici speciali in cui è possibile anche acquisire una patente di guida sudcoreana; il test è simile a quello in Cina, ma può essere completato in meno tempo ed è più semplice, i moduli di domanda e test sono disponibili in molte lingue e una patente sudcoreana, a differenza di una patente cinese, rende il titolare idoneo a una patente di guida internazionale.

### Turismo

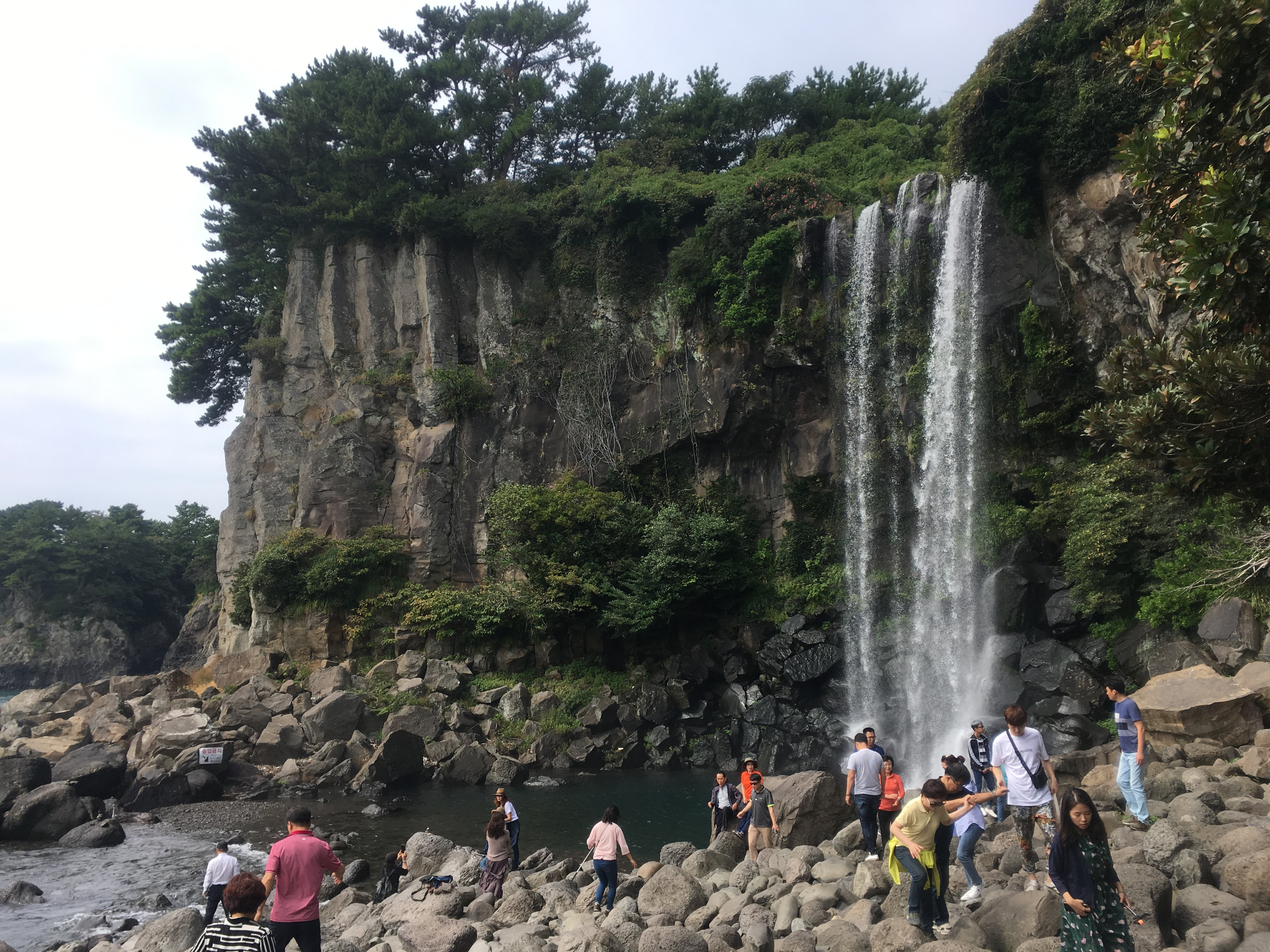
Turisti a Jeju

Il turismo genera reddito a livello nazionale, e nella provincia di Jeju in particolare ha contribuito in modo rilevante all'economia, sebbene la maggior parte delle strutture commerciali sia di proprietà di stranieri e grandi aziende e non degli abitanti locali. Nel 1962, il governo sudcoreano ha istituito la Korean National Tourism Corporation (KNTC), in seguito ribattezzata Korean National Tourism Organization (KNTO), per monitorare e regolare il turismo interno ed esterno.
L'isola ospita 660 000 persone, ma è visitata da 15 milioni di persone all'anno. Nei primi anni 2010 i viaggiatori cinesi rappresentavano l'80% dei turisti stranieri, tuttavia, dopo l'installazione del sistema THAAD in Corea del Sud, i viaggi cinesi sono diminuiti drasticamente perché, sebbene il THAAD serva a difendere la Corea del Sud dai missili nordcoreani, la Cina lo considera una minaccia alla propria sicurezza. In un articolo del 2018, Newsweek ha descritto Jeju come "la destinazione invernale per i turisti asiatici in cerca di clima caldo e belle spiagge". Il forte turismo ha però avuto effetti seri sull'inquinamento di queste ultime.
L'isola ospita tre siti Patrimonio dell'Umanità dell'UNESCO, un museo sulla storia delle Haenyeo e un piccolo centro tecnologico, il Jeju Science Park, fondato nel 2005. Dalla sua implementazione, ha attratto 117 aziende IT e biotecnologiche ed è sede del quartier generale della Daum Kakao Corporation. È anche uno dei posti più popolari per il surf in Corea, e il luogo di nascita del surf coreano. Alcune spiagge famose sono Weoljung e Jungmun: quest'ultima è la sede del primo club di surf in Corea, istituito nel 1995.
L'inglese non è ampiamente parlato, e il dialetto locale presenta marcate differenze con il coreano, tanto da essere quasi assimilabile a una lingua distinta. Non sono previsti visti speciali per i visitatori che soggiornano più di 90 giorni.

## Cultura
- North London Collegiate School Jeju: collegio britannico indipendente a Seogwipo per ragazzi e ragazze dai 4 ai 19 anni.
- Korean International School Jeju: collegio indipendente per ragazzi e ragazze dall'asilo all'ultimo anno di scuola secondaria.
- Branksome Hall Asia: istituzione educativa indipendente per sole ragazze a Seogwipo.
- St. Johnsbury Academy Jeju: collegio e scuola materna per ragazzi e ragazze dall'asilo all'ultimo anno di scuola secondaria, secondo il sistema di istruzione americano, a Seogwipo.
- Jeju National University: università pubblica.
- Jeju International University: università privata.
- Cheju Halla University: college privato.
- Jeju Tourism University: college privato.
- Korea Polytechnics: scuola professionale post-secondaria pubblica; il Jeju Campus si trova nella città di Jeju.

## Infrastrutture e trasporti
L'isola è servita dall'aeroporto internazionale di Jeju nella città di Jeju. La rotta aerea Seul-città di Jeju è la più trafficata del mondo, con circa 13,4 milioni di passeggeri volati tra le due città nel 2017. Siccome l'aeroporto internazionale è stato progettato per servire 26 milioni di persone, ma ha un transito più elevato, nel 2016 il governo ha annunciato l'intenzione di costruire un secondo aeroporto nella zona meridionale dell'isola, idea che ha incontrato l'opposizione dei residenti, preoccupati per le conseguenze ambientali del maggior traffico turistico. Altre città da cui partono voli per Jeju sono Daegu, Busan, Gunsan e Gwangju.
Jeju è anche accessibile da Busan in traghetto. Il tempo di percorrenza è tra le 3 e le 12 ore.
L'isola ha un sistema di autobus pubblici, ma non ci sono ferrovie. Nel gennaio 2009 il Korea Transport Institute ha proposto un tunnel ferroviario sottomarino collegato alla rete Korea Train Express, ma gruppi di residenti e di attivisti hanno respinto l'idea, sostenendo che così facendo l'isola avrebbe rischiato di perdere la propria cultura indigena con l'afflusso massiccio di visitatori dalla terraferma.

### Rete elettrica
La rete elettrica è collegata agli impianti di terraferma dall'HVDC Haenam–Cheju, e l'elettricità è fornita anche da generatori situati sull'isola: nel 2001 c'erano quattro centrali elettriche, con altre in fase di progettazione e costruzione. Nella città di Jeju si trovano i generatori alimentati a gas della Jeju Thermal Power Plant: costruiti dal 1982 in poi, hanno sostituito le strutture precedenti risalenti al 1968. La fornitura elettrica è supervisionata dalla Korea Electric Power Corporation (KEPCO).
Nel febbraio 2012, il governatore dello stato delle Hawaii (USA), Neil Abercrombie, e il direttore della divisione Mercato elettrico e smart grid del Ministero della conoscenza economica della Corea del Sud, Choi Kyu-chong, hanno firmato una lettera di intenti per condividere informazioni sulla tecnologia smart grid. La Jeju Smart Grid è stata inizialmente installata in 6.000 case a Gujwa-eup, con l'intenzione di espanderla a tutta la Corea del Sud entro il 2030.

### Base navale
Nel 1993 la Corea del Sud iniziò a progettare una base navale sull'isola di Jeju. La costruzione iniziò nel villaggio di Gangjeong nel 2007, con completamento previsto entro il 2011. La base era progettata per essere un porto misto militare-commerciale simile a quelli di Sydney e delle Hawaii, che poteva ospitare 20 navi da guerra e 3 sottomarini, nonché 2 navi da crociera civili che spostano fino a 150.000 tonnellate. Il suo nome ufficiale è "porto complesso civile-militare di Jeju". Durante una consultazione popolare del 20 agosto 2007, il 94% degli abitanti respinse il progetto, considerando che questa base avrebbe risposto solo agli interessi americani e ad una strategia di contenimento della Cina nel Mar Cinese Orientale, distruggendo un ambiente protetto per la sua natura sciamanica. Le proteste hanno causato ritardi nella costruzione, che è stata completata nel 2016.

## Amministrazioni

### Suddivisioni amministrative
La provincia di Jeju era divisa in due città ("Si" o "Shi"), Jeju e Seogwipo, e due "contee" ("Gun"), Bukjeju (북제주; North Jeju) e Namjeju (남제주; South Jeju). Nel 2005, i residenti dell'isola hanno approvato un referendum che ha portato alla fusione della contea di Bukjeju con la città di Jeju (제주시; 濟州市) e della contea di Namjeju con la città di Seogwipo (서귀포시; 西歸浦市). Dal 1º luglio 2006, la provincia venne rinominata Provincia Speciale autogovernata di Jeju (제주특별자치도), suddivisa in Jeju e Seogwipo. Oltre al cambio di nome la Provincia ha ottenuto un esteso potere amministrativo in previsione di un progetto di creazione di una Jeju Free International City.
| Mappa | #        | Nome   | Hangŭl | Hanja  | Status |
| ----- | -------- | ------ | ------ | ------ | ------ |
|       | 1        | Jeju   | 제주시 | 濟州市 | Città  |
| 2     | Seogwipo | 서귀포 | 西歸浦 | Città  |        |

### Gemellaggi
Juju-do è gemellata con:
- Santa Rosa (California)